# Hacıpaşa, Tomarza
Hacıpaşa là một xã thuộc huyện Tomarza, tỉnh Kayseri, Thổ Nhĩ Kỳ. Dân số thời điểm năm 2008 là 189 người.